# Arrástrame al infierno
Drag Me to Hell  (Arrástrame al infierno en español) es una película estadounidense de terror de 2009, dirigida por Sam Raimi y protagonizada por Alison Lohman, Lorna Raver y Justin Long. La trama gira en torno a Christine Brown (Alison Lohman), una joven oficial de préstamos que busca conseguir un puesto superior que se encuentra vacante. Al tratar de impresionar a su jefe, Christine niega otra prórroga de su préstamo a la señora Ganush (Lorna Raver), una anciana gitana que está a punto de perder su casa. En represalia, Ganush vierte una maldición sobre Christine.
Raimi escribió Drag Me to Hell antes de trabajar en la saga de Spider-Man. La película, estrenada en el Festival de Cine de Cannes, significó un éxito en la crítica y en la taquilla, recaudando aproximadamente $80 millones dólares a nivel mundial, contra un presupuesto de $30 millones.

## Argumento
En 1969, en Pasadena, California, una pareja busca la ayuda de la médium Shaun San Dena (Flora de María Chahua) debido a que su hijo Juan (Shiloh Selassie) afirma ver y oír monstruos. San Dena ayuda a la familia mediante la realización de una sesión de espiritismo, pero son atacados por una fuerza invisible que empuja al niño hacia el infierno.
En 2009, en Los Ángeles, California, una ejecutiva de préstamos, Christine Brown (Alison Lohman), espera ser promovida al puesto de asistente de gerente sobre su compañero de trabajo Stu Rubin (Reggie Lee). Su jefe, Jim Jacks (David Paymer), le aconseja demostrar que ella puede tomar decisiones difíciles para conseguir un ascenso. Christine es visitada por una anciana, Sylvia Ganush (Lorna Raver), quien consulta para una extensión de su pago de hipoteca. Christine decide rechazar la extensión solicitada a Ganush para probarse a sí misma que es una ejecutiva competente para su jefe. Ganush ruega a Christine para recuperar su casa, pero Christine se niega y llama a seguridad para hacer retirar a Ganush. Jim le hace un cumplido a Christine por cómo manejó la situación.
En el estacionamiento del banco, Ganush ataca violentamente a Christine en su coche, arranca un botón de la chaqueta de Christine y lo usa para colocar una maldición en ella. Más tarde, Christine y su novio, Clay Dalton (Justin Long), se encuentran con el adivino Rham Jas (Dileep Rao), quien cuenta a Christine que ella está maldecida por un espíritu. En su casa, Christine es atacada por un espíritu y tiene pesadillas sobre Ganush. Al siguiente día en el trabajo, Christine explota con Stu y tiene una arrojadiza hemorragia que empapa a su jefe en sangre. Christine va a conversar con Ganush en la casa de su nieta, sólo para encontrar que ella falleció la noche anterior y se lleva a cabo un servicio conmemorativo. Christine regresa a Rham Jas, quien explica que ella está maldecida por un poderoso demonio llamado la Lamia (no confundirse con Lamiai, el demonio que come niños en la mitología griega), que la atormentará por tres días antes de llevarla al infierno. Él le sugiere un sacrificio para apaciguar al demonio. Al día siguiente, la Lamia regresa y revuelca a Christine en su habitación. Desesperada por detener los ataques, Christine sacrifica su gatito. En una cena con Clay y los padres de su novio, ella es nuevamente atormentada por la Lamia, y termina tirando su copa contra una puerta asustando a los presentes. Ella se va y la madre de Clay le dice a este que ella está enferma y que deje que se vaya.
Christine regresa a Rham Jas para una ayuda adicional. Él dice que Shaun San Dena arriesgaría su vida para detener al demonio por un costo de 10,000 dólares. Más fuerzas sobrenaturales atacan a Christine, lo que conduce a Clay a pagar el costo. San Dena prepara una sesión de espiritismo para atrapar el espíritu de Lamia en una cabra y matarlo para vencer al demonio. San Dena permite a la Lamia habitar su cuerpo. Rham Jas intenta persuadirlo para no robar el alma de Christine, pero se niega y jura nunca detenerse hasta que Christine muera. Christine coloca la mano de San Dena en la cabra, causando que el espíritu entre en el cuerpo del animal. El asistente de San Dena, Milos, intenta matar a la cabra, pero en su lugar, es mordido por la cabra y le causa una posesión demoníaca, atacando a los miembros de la sesión. San Daena ahuyenta la Lamia de la sesión, pero muere en el proceso. Rham Jas sella el botón maldito en un sobre y le indica que la única manera para deshacerse de la maldición es entregar el objeto maldito a alguien como un regalo, pasando así la maldición a otra persona.
Después de ser llevada a casa por Clay, Christine intenta encontrar un destinatario para la maldición. Ella decide entregar el sobre a Stu, por robar su trabajo y presentarlo como suyo, pero cambia de parecer. Con la orientación de Rham Jas, Christine aprende que ella puede entregar la maldición a Ganush, incluso si está muerta. Christine conduce al cementerio donde ella está enterrada y cava su tumba. En un torrencial aguacero, Christine mete el sobre en la boca de Ganush y se lo regala formalmente. Mientras intenta salir, la tormenta hace que se ablande la tierra y la enorme cruz donde abajo estaba el nombre de Ganush cae y le golpea la cabeza; aunque por suerte logra salir. Luego se la ve duchándose y escuchando el mensaje de una llamada de su jefe, en la cual le informa que el puesto a la gerencia le pertenecía a ella, y que no verían a Stu jamás ya que intentó culpar a Chris del robo que él hizo de su documento para vendérselo a otra institución.
Al  día siguiente, Christine se encuentra con Clay en la Union Station de Los Ángeles, y hablan de pasar la semana en Santa Bárbara. Clay, planeando proponerle matrimonio, revela a Christine que él encontró el sobre que contenía el botón maldito en su carro. Entonces, Christine se da cuenta de que confundió su sobre con otro que ella entregó a Clay cuando accidentalmente dejó caerlo. Horrorizada, Christine se aleja hacia atrás cayendo en los rieles. Cuando el tren viaja rápido hacia ella, manos ardientes salen del suelo bajo los rieles. Clay sólo puede observar en terror como Christine es arrastrada hacia abajo en el Infierno. La película termina con un Clay horrorizado sosteniendo el botón maldito de Christine y llorando.

## Elenco
- Alison Lohman como Christine Brown: Una apacible empleada de banco que desea el puesto de asistente de gerente. Después de rechazar la solicitud de Sylvia Ganush para una tercera extensión en su hipoteca, ella es maldecida y atacada por un demonio llamado la Lamia.
- Justin Long como Profesor Clayton "Clay" Dalton: El novio de Christine y profesor de universidad nacido de una familia adinerada. Clayton es escéptico sobre la ayuda de Rham Jas y la existencia del demonio.
- Lorna Raver como Sra. Sylvia Ganush: una anciana húngara que ataca a Christine Brown y le coloca una maldición en ella. Ganush muere el día después del ataque, pero su alma constantemente perturba a Christine a lo largo de la película.
- David Paymer como Sr. Jim Jacks: el preocupado jefe de Christine quien considera si Christine o Stu Rubin merecen el trabajo de asistente de gerente en el banco.
- Dileep Rao como Rham Jas: un joven psíquico que informa a Christine que ella está maldecida. Más tarde, Rham Jas presenta a Shaun San Dena a Christine, con quien tiene una sesión de espiritismo.
- Reggie Lee como Stu Rubin: Stu Rubin es un taimado empleado del banco donde Christine trabaja. Stu intenta hacer que Christine luzca mal en su trabajo para conseguir el ascenso.
- Adriana Barraza como Shaun San Dena: una psíquica que tiene una sesión de espiritismo para sacar el Lamia que intenta matar a Christine. En la primera escena, mostrada en un flashback, Shaun San Dena es interpretada por Flor de Maria Chahua.
- Chelcie Ross como Leonard Dalton: el padre de Clayton que no aprueba que su hijo salga con Christine.
- Molly Cheek como Trudy Dalton: la madre de Clayton, quien tampoco aprueba la relación de su hijo con Christine, debido a su origen campesino y comportamiento extraño (que fue causado por el Lamia).
- Bojana Novakovic como Ilenka Ganush: la cínica nieta de Sylvia Ganush. Ella deja a Christine entrar a su casa cuando pide un encuentro con la anciana Ganush.
- Kevin Foster como Milos, el ayudante de Shaun San Dena, que es temporalmente poseído por la Lamia durante la sesión de espiritismo.
- Art Kimbro como la voz de la Lamia: Un demonio poderoso que es convocado después que Ganush maldice a Christine. Su tarea es atormentar a Christine por tres días antes que literalmente la arrastre al Infierno para quemarse por la eternidad.

## Producción
La historia original de Drag Me to Hell fue escrita 10 años antes de llevarse a cabo. La película entró en producción bajo el nombre de La Maldición. Sam e Ivan Raimi escribieron el guion como un cuento moral, el deseo de escribir una historia sobre una persona que quiere tener buenas intenciones, pero que comete el pecado de tomar una egoísta decisión para su propio beneficio, y paga el precio por ello. Sam e Ivan trataron de hacer que el personaje de Christine fuera el punto principal en la película. Elliot Page fue elegido para el papel de Christine, pero se retiró del proyecto.

## Taquilla
La película se estrenó en los cines estadounidenses el 29 de mayo de 2009. La película quedó en cuarto lugar en la taquilla durante su primer fin de semana, ganando más de $15 millones de dólares y cayó al séptimo lugar durante la próxima semana, con $7 millones. Drag Me to Hell ha recaudado más de $80 millones de dólares a nivel internacional.